# Heiligenstadt (Wien)
Heiligenstadt war bis 1891 eine eigenständige Gemeinde und ist heute ein Stadtteil Wiens im 19. Wiener Gemeindebezirk Döbling sowie eine der 89 Wiener Katastralgemeinden.

## Geografie
Heiligenstadt liegt auf einer Strandterrasse am Wiener Donaukanal (einem früheren Donauarm) und zieht sich in einem schmalen Streifen nordwestlich bis zum Kahlenberg hinauf. Die Katastralgemeinde nimmt eine Fläche von 219,46 ha ein. Im Norden wird Heiligenstadt von Nußdorf und Josefsdorf, im Westen von Grinzing und im Süden von Unter- und Oberdöbling begrenzt. Die Probusgasse ist die ehemalige Dorfstraße und der heutige Kern von Heiligenstadt.
Heiligenstadt erstreckt sich über 3 Gräben, die vom Wienerwald im Westen zur Donau im Osten verlaufen: im Norden der Graben des Schreiberbachs (Wildgrube, Muckental), im Ortszentrum der Graben des von Grinzing kommenden Nesselbachs und im Süden der des von Neustift und Sievering (Zubringer Arbesbach) kommenden Krottenbachs, der südlich des Höhenzugs Hungerberg – Hohe Warte verläuft.

## Geschichte

### Namensherkunft
Der Name Heiligenstadt leitet sich vermutlich davon ab, dass in diesem Gebiet bereits in heidnischer Zeit ein heiliger Ort lag. Erstmals erwähnt wurde der Ort 1120 jedoch als St. Michael. Der Erzengel Michael wird auch am Wappen dargestellt. Erst Ende des 12. Jahrhunderts taucht der Zusatz Sanctum Locum (Heiligenstadt) in den Urkunden auf. Letztlich ist jedoch ungeklärt, worauf sich die bezeichnete heilige Stätte bezieht. Die These, dass der Heilige Severin von Noricum hier gelebt hat, wurde mittlerweile widerlegt.

### Heiligenstadt bis zur Neuzeit

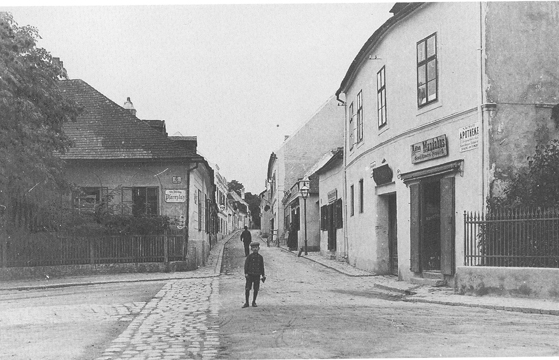
Die Probusgasse 1898

Heiligenstadt ist ein uraltes Siedlungsgebiet, das bereits vor 5000 Jahren besiedelt war. Bereits die Römer hinterließen hier ihre Spuren. 1872 wurden im Bereich der Heiligenstädter Straße–Pokornygasse–Bauernfeldgasse Mauerreste gefunden, die einen Wehrturm des Limes in diesem Gebiet belegen. Daneben fand man bei Ausgrabungen in der Nähe der Jakobskirche einen römischen Friedhof und in der Nähe ein Awarengrab aus dem 6. Jahrhundert. Die Franken begannen schließlich um 900 mit der Besiedelung von Heiligenstadt. Der Ortskern gruppierte sich ursprünglich um den heutigen Pfarrplatz mit der ältesten Kirche dieses Gebietes. Die Bewohner waren Bauern, die im Wesentlichen für den Eigenbedarf produzierten. Der Fang von Krebsen und Fischen im westlichsten Arm der Donau (heute Heiligenstädter Straße) spielte damals eine Rolle. Für den Verkauf wurde Wein angebaut. Bis heute liegen am Hügelabhang zur Heiligenstädter Straße die Kellereien der Weingroßhändler. Bereits 1250 besaß das Stift Klosterneuburg Weingärten in Heiligenstadt. Nach dem Tod des Pfarrers Heinrich übertrug Bischof Weinhardt von Passau 1304 dem Stift das Recht, die Pfarre Heiligenstadt in Besitz zu nehmen. Heiligenstadt war im Mittelalter einer der reicheren Orte in der Umgebung. Bereits 1318 ist eine Schule urkundlich erwähnt, wahrscheinlich die einzige weit und breit. Heiligenstadt litt jedoch wie viele Vororte von Wien stark unter den Verheerungen ab dem 15. Jahrhundert. 1484 plünderte Matthias Corvinus Heiligenstadt, 1529 beschädigten die Plünderungen der Türken im Zuge der Ersten Wiener Türkenbelagerung Jakobskirche und Michaelskirche schwer. Durch die Opferbereitschaft der Bewohner von Döbling, Grinzing, Nußdorf und Heiligenstadt (die alle noch zu dieser Pfarre gehörten) konnte jedoch die Michaelskirche bereits 1534 wiederhergestellt werden.

### Heiligenstadt in der Neuzeit

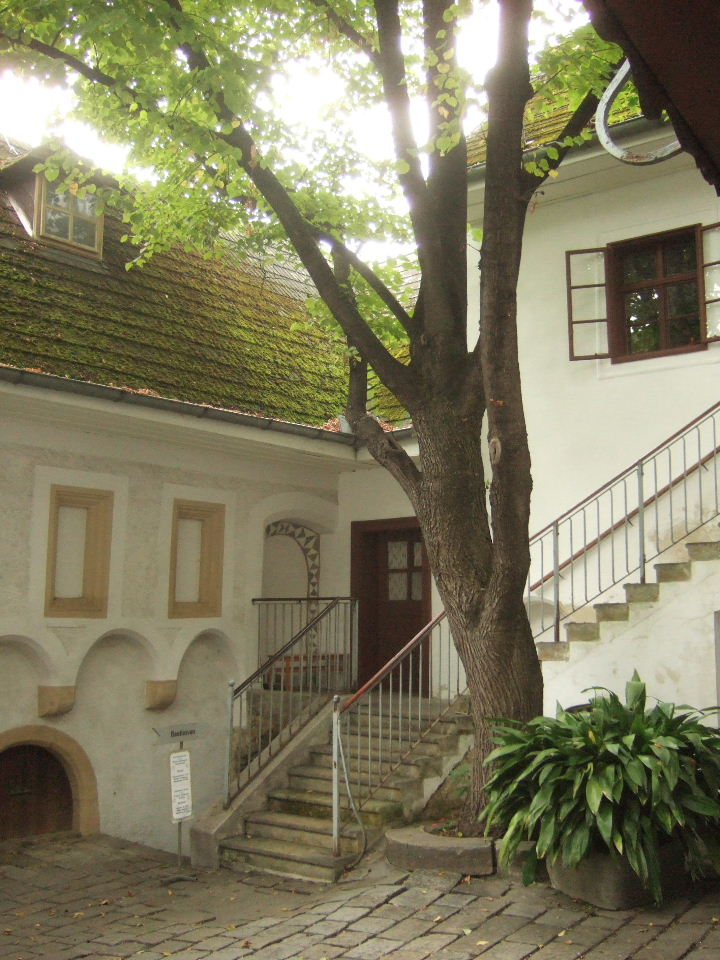
Innenhof des Hauses in der ehemaligen Herrengasse 6 (heute Probusgasse 6), in dem Beethoven das Heiligenstädter Testament schrieb

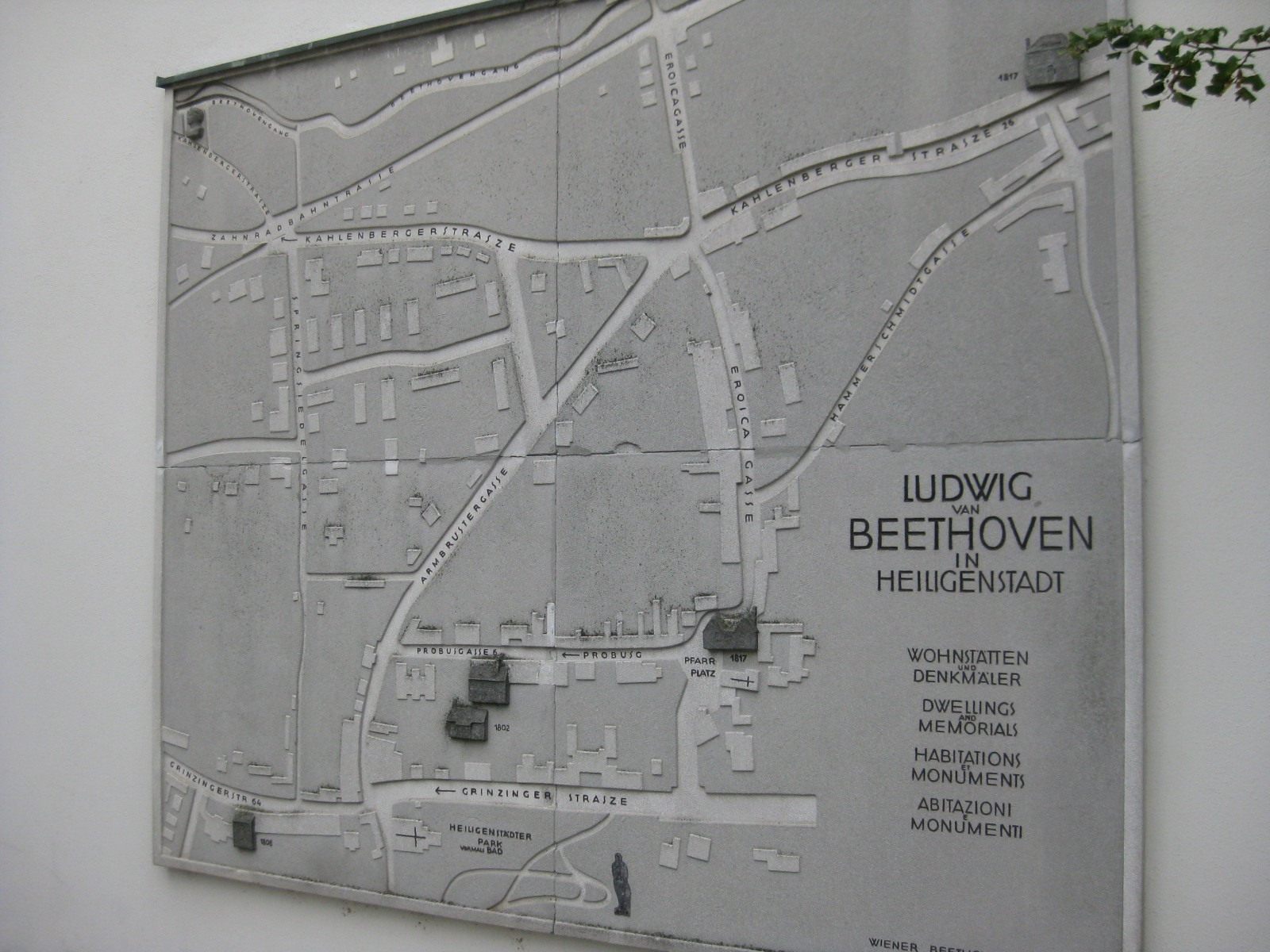
Relief am Heiligenstädter Pfarrplatz, das die Beethoven-Gedenkstätten in der näheren Umgebung zeigt

Die Reformation spielte in Heiligenstadt nur eine untergeordnete Rolle, jedoch setzte die Zweite Wiener Türkenbelagerung dem Ort stark zu. 1683 wurden viele Bewohner niedergemetzelt, woran die Blutgasse erinnert. Die Verwüstungen waren so stark, dass der Ort einer Einöde glich. Die Wirtschaft erholte sich erst im 18. Jahrhundert, als die Viehwirtschaft und der Obstbau die Wiener Märkte eroberten. Zum Aufschwung des Ortes trug das Ende des 18. Jahrhunderts errichtete öffentliche Badehaus in Heiligenstadt bei, das eine heiße Quelle nutzte. Bis zu 300 Menschen täglich besuchten das Heilbad mit angeschlossenem Gasthaus.
In einem Wanderführer aus dem Biedermeier, dem Werk „Wien’s Umgebungen auf zwanzig Stunden im Umkreise“ von Adolf Schmidl aus dem Jahre 1835, wird diese Heilquelle erwähnt:
Ein gewisser Johann Burger fand darin Heilung vor Gliederschmerzen, und ließ zur Dankbarkeit die Quelle reinigen, fassen und in seinen Garten, bei dem jetzigen Badhause, leiten. […] Schon 1784 verfaßte Dr. Klinger eine Analyse der Quelle (*Dr. Joh. Klinger: Beschreibung der Eigenschaften und Wirkungen des Heiligenstädter Badwassers, Wien 1791), von der die böse Welt freilich behaupten wollte, daß man der Kraft des Wassers durch hineingeworfene Eisengitter zu Hülfe gekommen sey!
In der zweiten Hälfte des 19. Jahrhunderts versiegte jedoch die Quelle, anstelle des Bades wurde der Heiligenstädter Park errichtet. Im 19. Jahrhundert erlangte Heiligenstadt auch seinen Ruf als Sommerfrischeort, es siedelten sich dadurch auch in Heiligenstadt reiche Wiener Bürger an, und in der Sommermonaten wurde der Ort von Touristen frequentiert. Auch Ludwig van Beethoven lebte zeitweise in Heiligenstadt, hier schrieb er sein Heiligenstädter Testament. Johann Strauß komponierte 1850 die Heiligenstädter Rendez-vous-Polka.
1851 wurde die Zentralanstalt für Meteorologie und Geodynamik, der staatliche meteorologische und geophysikalische Dienst Österreichs, auf der Hohen Warte gegründet.
Der heutige Heiligenstädter Friedhof wurde 1873 angelegt.
1795 gab es 60 Häuser mit 470 Einwohnern, die in drei Gassen im Bereich Grinzinger Straße, Probusgasse, Hohe Warte und Armbrustergasse lebten. 1832 lebten bereits 677 Einwohner in 94 Häusern, 1870 waren es bereits 3.393 Menschen in 244 Häusern. Um 1890 siedelten sich zahlreiche Industriebetriebe an, während die Einwohnerzahl inzwischen auf 5.579 Menschen gestiegen war. Innerhalb von 60 Jahren hatte sich die Zahl der Häuser mehr als verdreifacht. Dem Bauboom fiel auch der Heiligenstädter Teich zum Opfer. Dieser 6.000 m² große Ziegelteich wurde von den Bewohnern als Badeteich genutzt, wurde aber wegen der starken Verschmutzung zum Problem. In den 20er Jahren des 19. Jahrhunderts wurde er zugeschüttet.

### Heiligenstadt nach der Eingemeindung

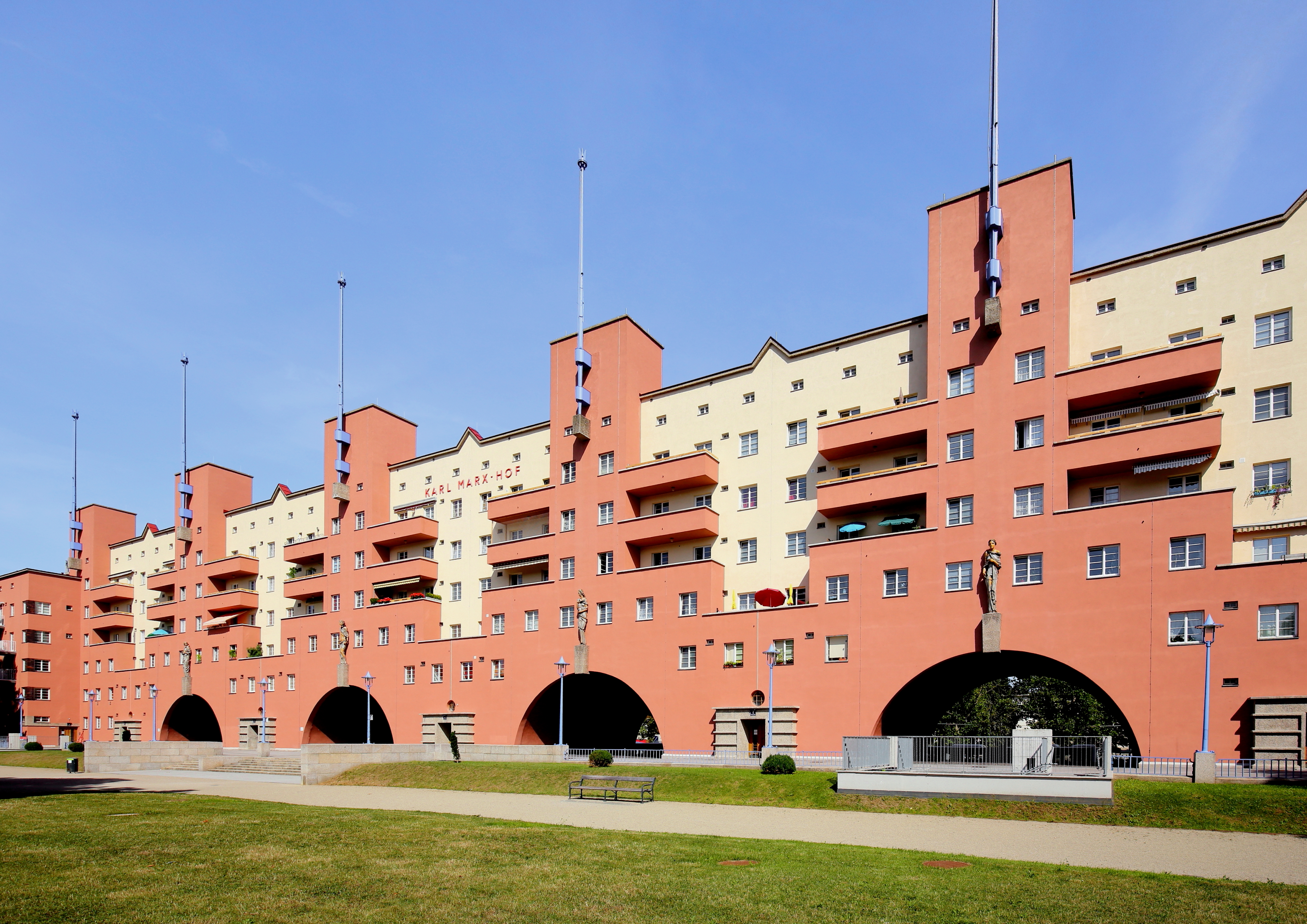
Karl-Marx-Hof

1892 wurde Heiligenstadt gemeinsam mit den benachbarten Wiener Vororten Sievering, Grinzing, Oberdöbling, Unterdöbling, Nußdorf und dem Kahlenbergerdorf zu Wien eingemeindet.
1898 wurde der von Otto Wagner gestaltete Bahnhof Wien Heiligenstadt als Umsteigebahnhof zwischen der 1870 eröffneten Kaiser-Franz-Josephs-Bahn und der Wiener Dampfstadtbahn eröffnet. Von letzterer endeten gleich drei Strecken in Heiligenstadt, namentlich die Vorortelinie, die Gürtellinie und die Donaukanallinie. Ab 1925 fuhr dann die Wiener Elektrische Stadtbahn auf zwei Wegen nach Heiligenstadt, die in den 1970er und 1980er Jahren schließlich in der U-Bahn Wien aufging. Die Vorortelinie wiederum gehört seit 1987 zur S-Bahn Wien. Heute ist Heiligenstadt außerdem auch noch ein wichtiger Busbahnhof für Busse innerhalb Wiens und nach Klosterneuburg.
Nach dem Ersten Weltkrieg begann die sozialdemokratische Stadtregierung auch in Heiligenstadt den sozialen Wohnbau zu forcieren, um die elenden Wohnverhältnisse der Arbeiter zu verbessern. Hierzu wurde auf einem Gelände, das bis ins 12. Jahrhundert ein schiffbarer Donauarm gewesen war und später von Gärtnereien genutzt wurde, der riesige Karl-Marx-Hof errichtet. Zwischen 1927 und 1930 wurde vom Otto-Wagner-Schüler und Stadtbaumeister Karl Ehn die Anlage mit 1382 Wohnungen errichtet. Bekannt wurde der Karl-Marx-Hof kurze Zeit später auch durch den Februaraufstand, da sich in ihm zahlreiche aufständische Arbeiter verschanzten.

## Wirtschaft
Die Bedeutung des Weins war zu Beginn des 19. Jahrhunderts immer noch sehr hoch. 30 Prozent der Flurflächen wurden für den Weinanbau benutzt, ein weiteres Viertel für den Ackerbau. Darüber hinaus gab es einen Wiesenanteil von 20 Prozent und auf etwa acht Prozent der Fläche wurde Obst angebaut. Ende des 18. Jahrhunderts siedelten sich in Heiligenstadt jedoch auch die ersten Industriebetriebe an. In der Heiligenstädter Straße 135 entstand 1790 eine Schwefelsäurefabrik, die bis 1939 bestand. Weitere bedeutende Betriebe waren die Parketterzeugung Barawitzka, später Engel (1838 bis 1932), die Maschinenfabrik Heinrich (1840 bis 1964) und die 1885 gegründete und noch heute in Niederösterreich bestehende Just-Leitern-AG in der Heiligenstädter Straße 125. Der Bedeutung Heiligenstadts als Wirtschaftsstandort wurde nach der Gründung des Bezirks Döbling Rechnung getragen, indem man das Gebiet zwischen Heiligenstädter Straße und Donaukanal als Industriegebiet widmete. Doch auch im Herzen von Heiligenstadt gab es wichtige Betriebe. So wurde ab 1889 in der Pokornygasse 7 eine Kaffeerösterei, eine Malz- und Feigenkaffeeerzeugung sowie eine Weinkellerei durch die Brüder Kunz errichtet. 1919 erzeugte man in der Gatterburggasse auch Pralinen, 1935 wurde der Betrieb an die Firma Meinl verkauft.

## Kultur und Sehenswürdigkeiten
Die zentralen Teile um Pfarrplatz, Probusgasse und Armbrustergasse sowie entlang der Hohen Warte sind von der Stadt Wien als bauliche Schutzzone ausgewiesen, diese Schutzzone reicht teilweise auch nach Unterdöbling.
- Heiligenstädter Pfarrkirche St. Michael
- Heiligenstädter Kirche St. Jakob
- Unterheiligenstädter Pfarrkirche
- In der Probusgasse 6 (heute Beethovenmuseum) verfasste Ludwig van Beethoven am 6. Oktober 1802 sein Heiligenstädter Testament.
- 1817 wohnte Beethoven im urkundlich 1441 erwähnten Haus Engelhartszellerhof am Pfarrplatz 2 (Gedenktafel, derzeit Heuriger).[3]
- Beethoven-Denkmal im Heiligenstädter Park[4]
- Beethoven-Denkmal in der Beethovenruhe im Beethovenpark am Schreiberbach,[5][6] gelegen zwischen Zahnradbahnstraße und Beethovengang,[7] einem Lieblingsspazierweg Ludwig van Beethovens.[8] Überlebensgroße Metallbüste auf Steinsockel, modelliert und gegossen 1862 von Anton Dominik von Fernkorn in der k.k. Kunst-Erzgießerei in Wien. Enthüllt im Juni 1863. Es handelt sich um das erste Beethovendenkmal im Raum Wien.[4][9]
- Berghof (Pfarrplatz 5) aus dem 12. Jahrhundert (derzeit Restaurant), es handelt sich dabei wohl um den ältesten Profanbau Wiens vor der Heumühle[10][11][12]

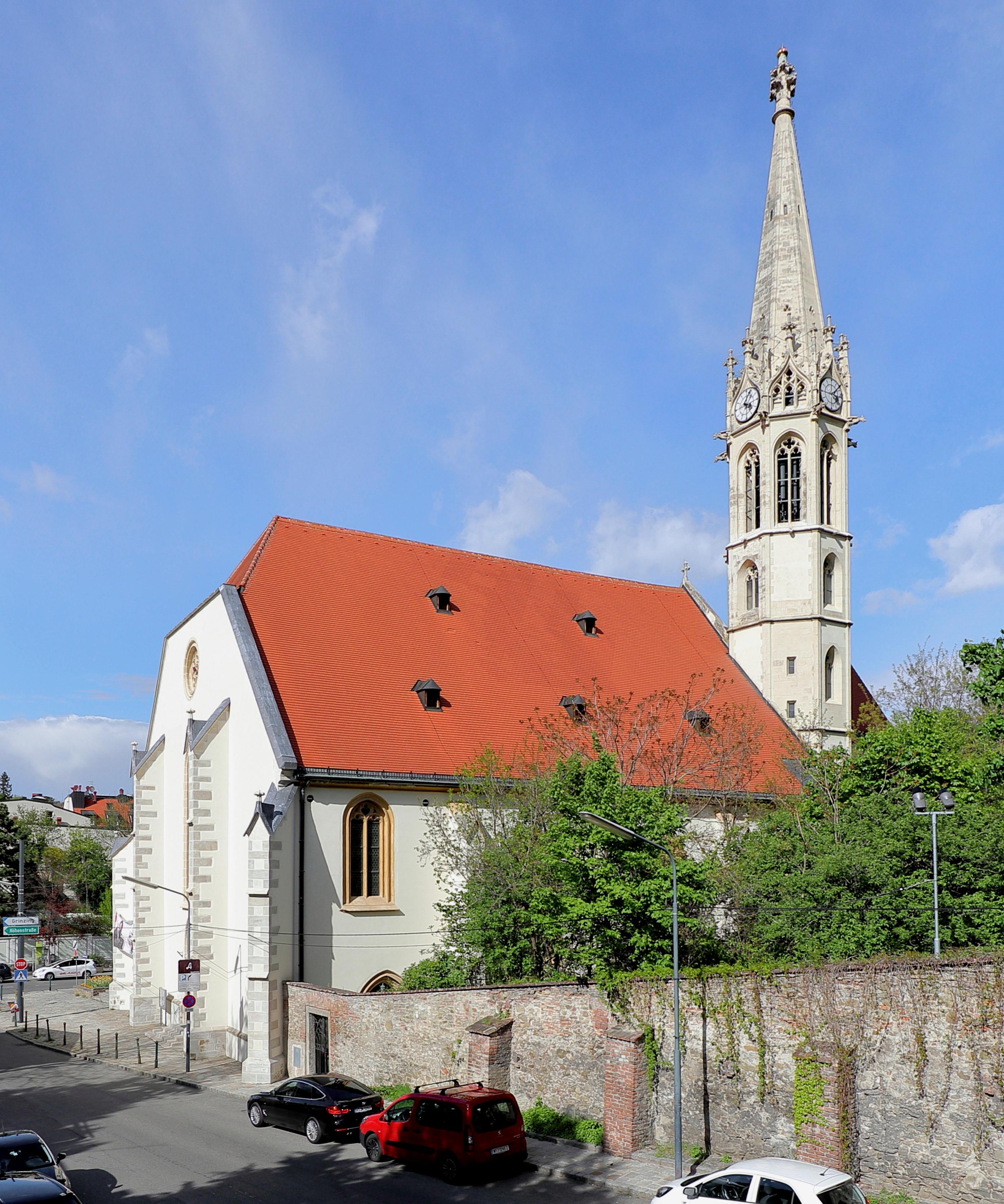
Kirche Pfarrkirche St. Michael
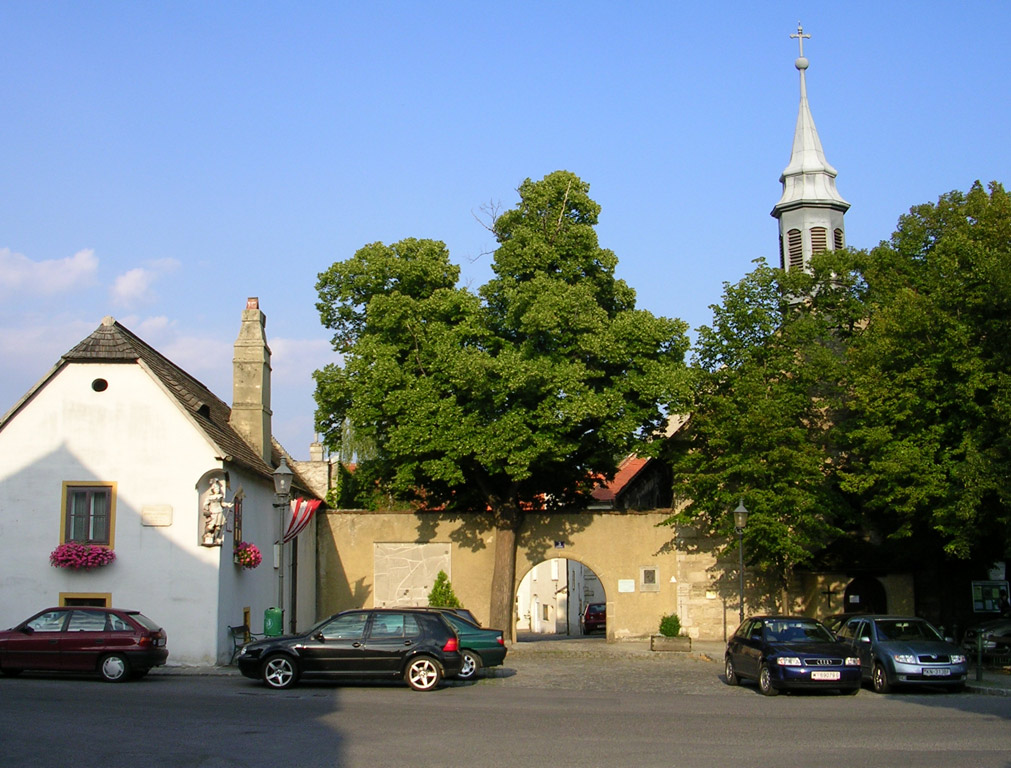
Pfarrplatz mit Kirche St. Jakob
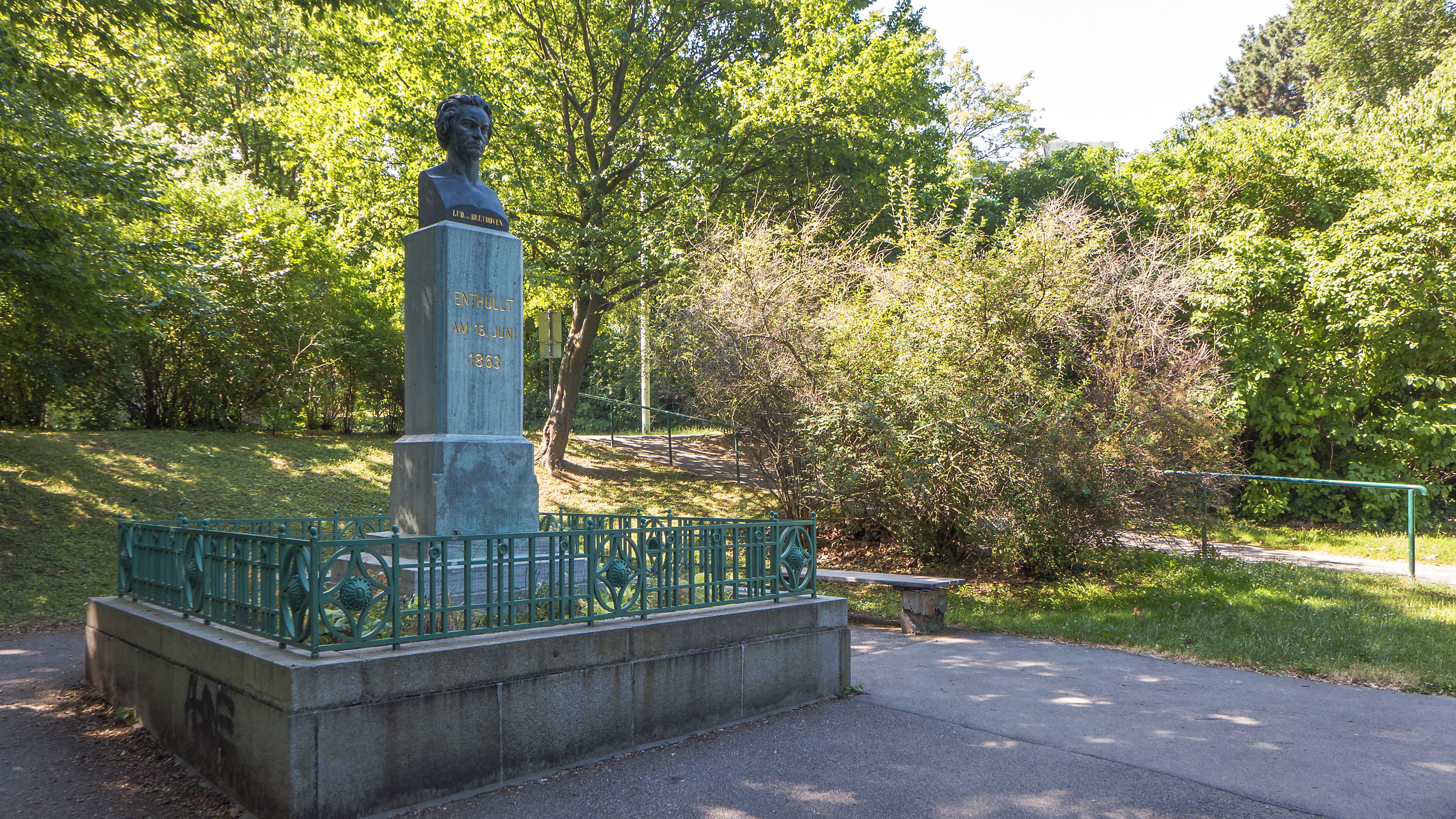
Beethoven-Denkmal von Fernkorn im Beethovengang
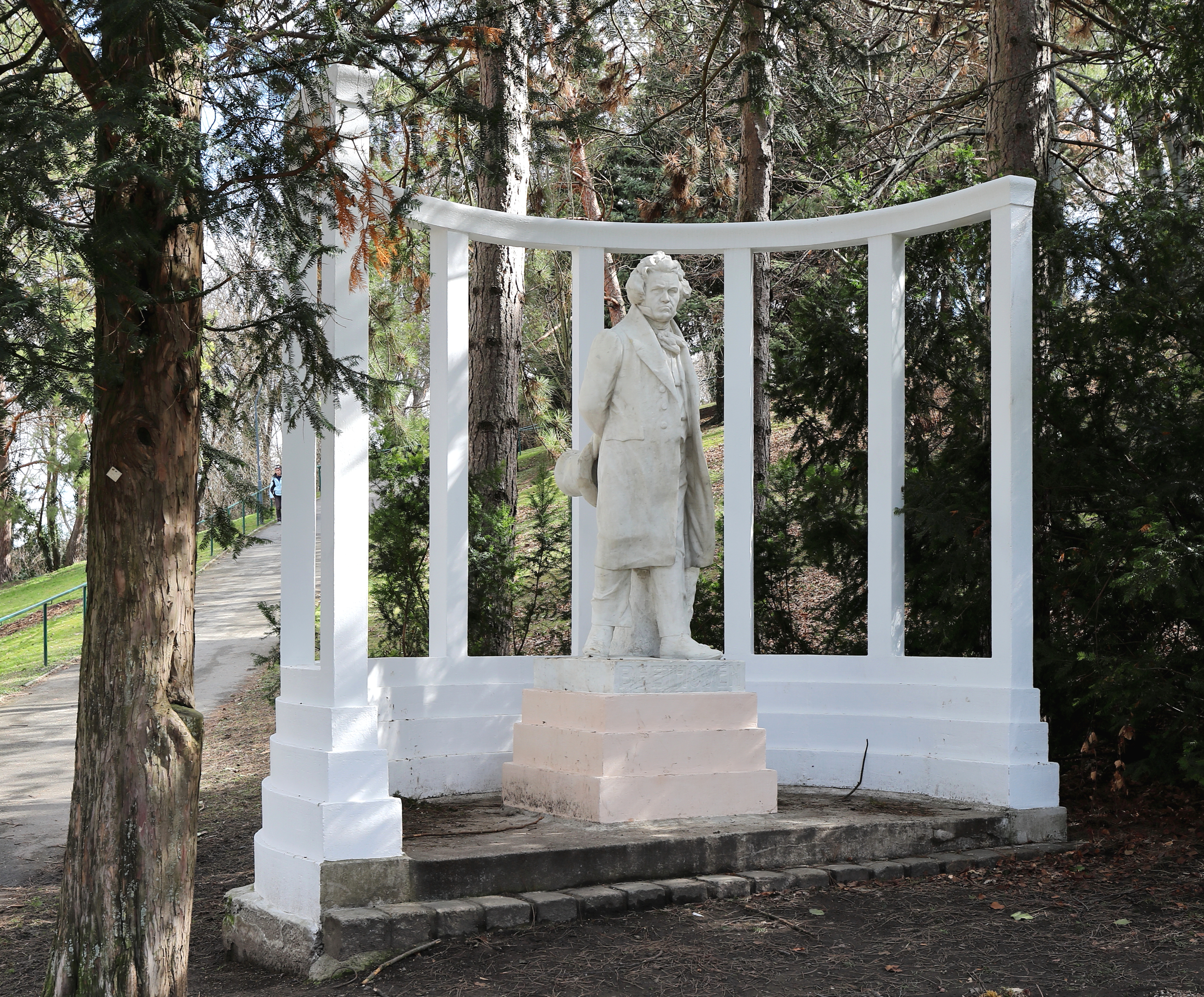
Beethoven-Denkmal im Heiligenstädter Park

## Sport
- Der Sportplatz des aus dem benachbarten Bezirksteil Nußdorf stammenden Nußdorfer AC befindet sich in Heiligenstadt.
- Der First Vienna FC 1894 (kurz: Die Vienna) trägt seit 1899 seine Spiele im Stadion Hohe Warte aus.
- Das Döblinger Bad ist ein Frei- und Hallenbad auf der Hohen Warte.

## Persönlichkeiten
- Josef Schuster (1873–1945), Maler, wurde in Heiligenstadt geboren
- Rudolf Wondracek (1886–1942), Architekt, wurde in Heiligenstadt geboren
- Fritz Sander (1889–1939), österreichisch-tschechoslowakischer Rechtswissenschaftler, wurde in Heiligenstadt geboren